# Marga Mulya (Sungai Bahar)
Marga Mulya is een bestuurslaag in het regentschap Muaro Jambi van de provincie Jambi, Indonesië. Marga Mulya telt 3790 inwoners (volkstelling 2010).